# Санта Вјола (Болоња)
Санта Вјола (итал. Santa Viola) је насеље у Италији у округу Болоња, региону Емилија-Ромања.
Према процени из 2011. у насељу је живело 42 становника. Насеље се налази на надморској висини од 21 м.